# Julian Baranowski (archiwista)
Julian Baranowski (ur. 6 marca 1949 w Popowie, zm. 22 listopada 2009 w Łodzi) – polski historyk, archiwista, specjalista w zagadnieniach Litzmannstadt Ghetto.

## Życiorys
Maturę uzyskał w 1967 w Liceum Ogólnokształcącym w Kruszwicy, a 18 czerwca 1973 na Uniwersytecie Mikołaja Kopernika w Toruniu dyplom magistra historii ze specjalnością archiwistyczną.
Od 1973 mieszkał w Łodzi. Od początku pracował w Archiwum Państwowym w Łodzi (ostatnio na stanowisku starszego kustosza). Początkowo specjalizował się w badaniu dziejów administracji państwowej w latach 1914–1945, a następnie, do końca życia, zajmował się martyrologią łodzian w czasie hitlerowskiej okupacji 1939–1945, w szczególności dziejami Żydów zamkniętych w łódzkim getcie. Od roku 1977 był aktywnym współpracownikiem Okręgowej Komisji Badania Zbrodni Hitlerowskich w Łodzi, w latach 1978–1983 członkiem Delegatury Terenowej w Zgierzu OKBZH w Łodzi, a od 1983 roku członkiem Prezydium OKBZH w Łodzi.
Był konsultantem kilku filmów o łódzkim getcie (w tym Fotoamatora Dariusza Jabłońskiego) oraz konsultantem kilku wystaw o tematyce łódzkiego getta i Łodzi, m.in. w Muzeum Holocaustu w Waszyngtonie i Muzeum Żydowskim we Frankfurcie.
Zmarł 22 listopada 2009 w Łodzi. Pięć dni później został pochowany na cmentarzu komunalnym na Dołach w Łodzi (kwatera XI-35-17).
Julian Baranowski jest bohaterem filmu zrealizowanego przez Telewizję Łódź.

## Życie prywatne
Żona Bożena, córka Milena.

## Publikacje
- Łódzkie getto 1940–1944. Vademecum (tekst i opisy zdjęć dwujęzyczne polskie i angielskie); Łódź, 1999, ISBN 83-904646-8-3.
- Obóz cygański w Łodzi 1941–1942.

Był współautorem kilkunastu publikacji, m.in.
- Archiwum Państwowe w Łodzi, Inwentarz akt 1939–1944 Przełożonego Starszeństwa Żydów w Getcie Łódzkim; Łódź, 2009,
- Żydzi wiedeńscy w getcie łódzkim 1941–1944. Wiener Juden im Getto Lodz 1941–1944; Łódź, 2004,
- Letzte Tage Die Łódźer Getto – Chronik Juni/Juli 1944; Göttingen, 2004,
- Łęczyca. Monografia miasta do 1990 r., pod red. Ryszarda Rosina; Łęczyca, 2001,
- Kronika łódzkiego getta.

W latach 1999–2009 pracował nad pełnym polskim i niemieckim wydaniem Kroniki łódzkiego getta, której 5 tomów ukazało się drukiem w 2009. Pierwsze egzemplarze zaprezentowano na uroczystości 65. rocznicy likwidacji Litzmannstadt Getto 28 sierpnia 2009 roku w Instytucie Historii Uniwersytetu Łódzkiego.

## Ordery i odznaczenia
- Krzyż Kawalerski Orderu Odrodzenia Polski (pośmiertnie, 2011)
- Srebrny Krzyż Zasługi (1984)
- Brązowy Krzyż Zasługi (1978)
- Medal 40-lecia Polski Ludowej (1984)
- Medal Pro Publico Bono im. Sabiny Nowickiej (2009)[2]
- Medal Rady Ochrony Pomników Walki i Męczeństwa 1947–1987
- Odznaka Opiekuna Miejsc Pamięci Narodowej (1979)
- Odznaka Honorowa Opiekuna Miejsc Pamięci Narodowej (1984)
- Honorowa Odznaka Miasta Łodzi (1984)
- Honorowa Odznaka Za Zasługi dla Archiwistyki (1980)
- Srebrna Honorowa Odznaka Centralnego Związku Spółdzielni Budownictwa Nieszkaniowego (1988)